# Пилкохвоста акула антильська
Пилкохвоста акула антильська (Galeus antillensis) — акула з роду Пилкохвоста котяча акула родини Котячі акули.

## Опис
Загальна довжина досягає 46 см. Зовнішністю схожа на інших представників свого роду (Galeus arae, Galeus cadenati, Galeus springeri). Голова дещо сплощена. Морда довга, загострена. Очі помірно великі, мигдалеподібні, з мигальною перетинкою. За ними розташовані невеличкі бризкальця. Ніздрі великі, носові клапани трикутної форми, не досягають кутів рота. Губні борозни чітко виражені. Рот короткий, зігнутий. На верхній щелепі розташовано 56 робочих зубів, на нижній — 52. зуби розміщені у декілька рядків. Вони дрібні, з 2-3 верхівками. Центральна верхівка довга і гостра, бокові — маленькі. Тулуб стрункий, тонкий. Луска дрібна, перекриває одна одну, мають листоподібну форму, подовжені хребці, що закінчуються гострими зубчиками. Грудні плавці великі й широкі, округлої форми. Має 2 спинних плавця однакового розміру, з притупленими кінчиками. Обидва плавця зміщені в бік хвостового плавця. Ширина анального плавця дорівнює відстані між спинними плавцями. Хвостовий плавець вузький, гетероцеркальний. На передній стороні хвостового плавця присутні гребінь, що утворюється великою лускою.
Забарвлення спини світло-коричневе або жовто-коричневе. Уздовж спини та хвостової частини розташовано 10-11 темно-коричневих сідлоподібних плям. Зверху на голові присутня темна відмітина у вигляді 3 зубців. Ротова порожнина темна, майже чорна. Черево має попелясто-білувате.

## Спосіб життя
Тримається на глибинах від 293 до 695 м, на континентальних та острівних схилах. Млява та повільна акула. Полює біля дна, є бентофагом. Живиться переважно креветками, а також морськими черв'яrfми, личинками морських тварин, ікрою. костистою рибою, Статева зрілість настає у самців при розмірах 33-36 см, самиць — 34-46 см. Це яйцекладна акула. Самиця відкладає 2 яйця завдовжки 5 см і завширшки 1,2-1,4 см. Наділені крученими вусиками, якими чіпляється до ґрунту або водоростей.

## Розповсюдження
Мешкає у Карибському басейні: біля узбережжя штату Флорида (США), островів Куба, Пуерто-Рико, Гаїті, Ямайка, Мартиніка, Підвітряних Антильських островів.